# Бакир Ајановић
Бакир Ајановић (Бања Лука, ФНРЈ, 1953) бошњачки је хирург и политичар. Бивши је министар науке и технологије и министар трговине и туризма Републике Српске.

## Биографија
Бакир Ајановић је рођен 1953. године у Бањој Луци, ФНРЈ. У родном граду је завршио основну школу и гимназију, а дипломирао је на Медицинском факултету у Сарајеву (1978). Специјализацију из опште хирургије је завршио у Загребу.
Ожењен је, отац двоје дјеце.